# Vladímir Potkin
Vladímir Alekséyevich Potkin (en ruso: Владимир Алексеевич Поткин), (Ereván, 28 de junio de 1982) es un ajedrecista ruso, que ostenta el título de Gran Maestro Internacional desde 2001. Fue el Campeón de Europa absoluto en 2011. Es uno de los asistentes de Levon Aronian.
En la lista de Elo de la FIDE de mayo de 2011, tenía un Elo de 2682 puntos, lo que le convertía en el jugador número 14 (en activo) de Rusia, y el 52.º mejor jugador en el ranking mundial. Su máximo Elo fue de 2682 puntos, en la lista de mayo de 2011 (posición 52.ª del ranking mundial).[actualizar]

## Resultados destacados en competición
Fue 2.º en Kíev en 2001, y 1º en el torneo "Internet KO" de Dos Hermanas en 2003. En 2007 empató en los lugares 1.º al 9.º en el Memorial Aratovski, en Saratov. En 2009 fue 2.º en el Memorial Capablanca en La Habana. En abril de 2011 venció, con 8½/11 puntos, en la 12.ª edición del Campeonato de Europa Individual de ajedrez, celebrado en Aix-les-Bains.